# Paroisse (Andorre)
 (novembre 2018).
Si vous disposez d'ouvrages ou d'articles de référence ou si vous connaissez des sites web de qualité traitant du thème abordé ici, merci de compléter l'article en donnant les références utiles à sa vérifiabilité et en les liant à la section « Notes et références ».
Les paroisses d'Andorre (en catalan : parròquies, au singulier parròquia) sont les seules subdivisions administratives de la principauté et le seul organe administratif situé sous le gouvernement d'Andorre. Elles sont équivalentes aux communes d'autres pays.

## Histoire
Les limites entre Canillo et Encamp ont été l'objet d'un désaccord résolu en 2000 concernant le Terreny de Concòrdia. Escaldes-Engordany est la seule paroisse non traditionnelle, puisqu'elle a été créée en 1978, à partir de l'ancien quartier du même nom appartenant à la paroisse d'Andorre-la-Vieille.

## Rôle

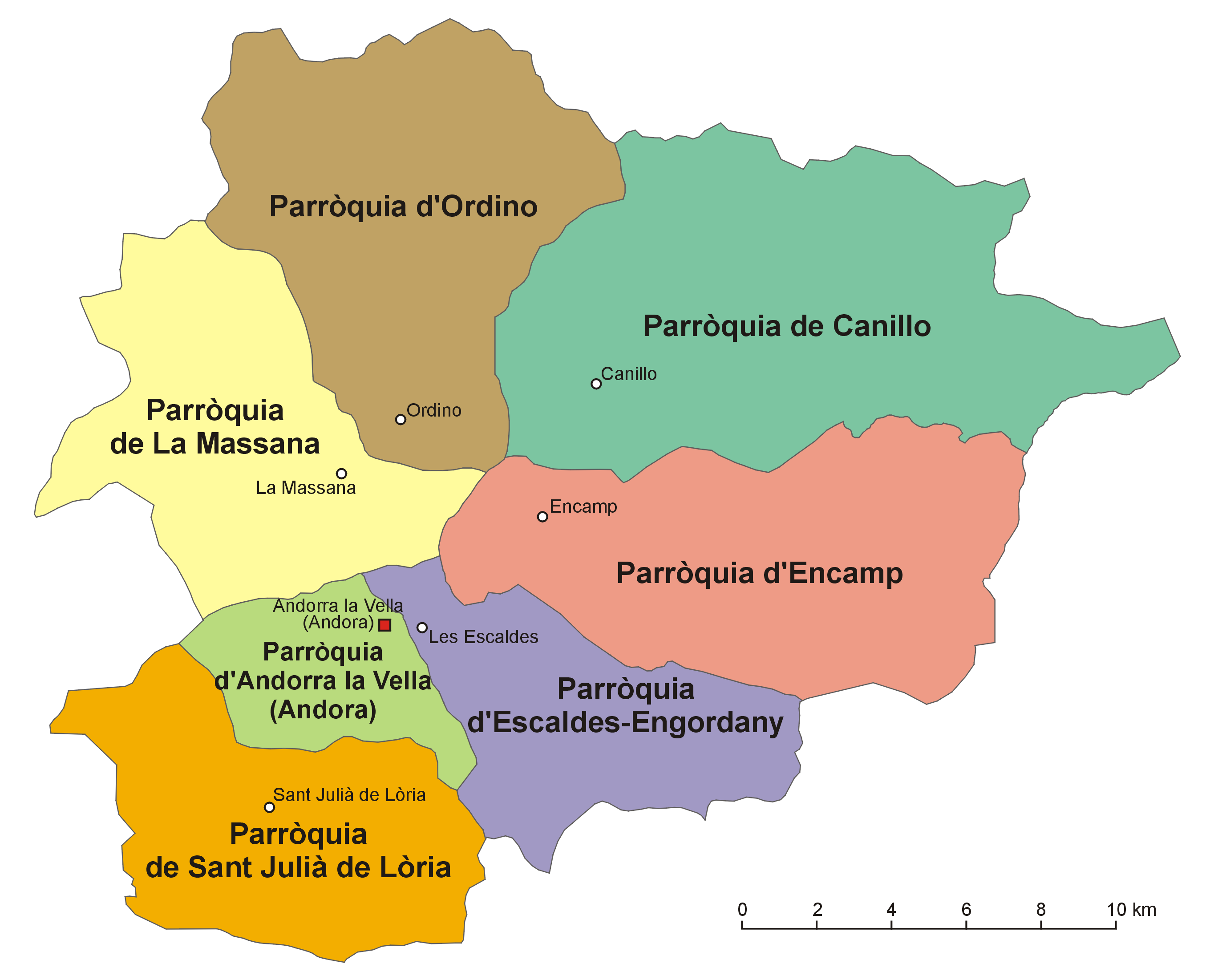
Paroisses d'Andorre.

De par son organisation et histoire, chaque paroisse andorrane est à la fois une paroisse civile et une paroisse ecclésiastique et regroupe plusieurs villes et villages dont la capitale administrative porte le nom.
Certaines paroisses possèdent une circonscription territoriale plus petite, le quart, ou le veïnat (voisinage). Les paroisses d'Ordino, la Massana et Sant Julià de Lòria sont, par exemple, divisées en quarts,, alors que celle de Canillo comporte huit veïnats.

## Système électoral
La loi électorale permet aux conseils municipaux de choisir leur nombre de sièges, qui doit néanmoins être un nombre pair entre dix et seize. Le système utilisé, mixte à finalité majoritaire, est un scrutin proportionnel plurinominal combiné à une importante prime majoritaire. Les électeurs votent dans chaque paroisse pour des listes plurinominales fermées, sans possibilité de vote préférentiel. Après décompte des suffrages, la moitié des sièges de la paroisse sont attribués à la liste arrivée en tête, et l'autre moitié répartis à la proportionnelle selon le quota de Hare, y compris à la liste arrivée en tête. Les conseillers municipaux procèdent ensuite dans chaque conseils aux élections des maires.

## Administration
Une paroisse est d'un point de vue civil constituée d'une commune (en catalan : comú) qui en constitue l'organe administratif.
Chaque paroisse est gérée par deux consuls, en catalan : cònsols, (un « majeur » et un « mineur ») désignés par un conseil de la commune (en catalan : Consell del comú) élu au suffrage universel tous les quatre ans et composé du consul majeur (le maire), du consul mineur et de 8 à 14 conseillers municipaux.
Tous les quatre ans, chaque paroisse élit quatre personnes pour siéger au Conseil général, le parlement andorran. Le système administratif andorran confère à l'union des différentes communes plus de pouvoirs que le gouvernement central et ce dernier peut soumettre des projets de loi au Conseil général.
Chaque commune a des compétences et peut lever les impôts suivants :
- Foc i lloc (traditionnel) ;
- L'estrany (ca) (traditionnel) ;
- Taxes pour la fourniture de services communaux ;
- Taxes et droits pour la réalisation d'actes administratifs d'intervention et de délivrance d'autorisations ;
- Radiation d'activités commerciales des professionnels commerciaux, industriels et non commerciaux ;
- Les taxes sur les biens immobiliers, les biens immobiliers non reconstruits, les rendements locatifs et les transactions immobilières qui doivent être enregistrées dans le registre foncier communal.

## Les paroisses
Populairement, les paroisses de la Valira d'Orient et de la Valira del Nord, à savoir Encamp, Canillo, La Massana et Ordino, sont appelées les paroisses hautes (en catalan : parròquies altes) et les autres sont appelées, plus rarement, les paroisses basses (en catalan : parròquies baixes) ; l'appellation paroisses centrales (en catalan : parròquies centrals) peut être aussi utilisée pour désigner Andorre-la-Vieille et Escaldes-Engordany.
| no | Paroisse par ordre protocolaire | Superficie km² | Population 2012 |
| 1  | Canillo                         | 121            | 4 826           |
| 2  | Encamp                          | 74             | 13 521          |
| 3  | Ordino                          | 89             | 4 322           |
| 4  | La Massana                      | 65             | 9 744           |
| 5  | Andorre-la-Vieille (capitale)   | 12             | 22 256          |
| 6  | Sant Julià de Lòria             | 60             | 9 051           |
| 7  | Escaldes-Engordany              | 47             | 14 395          |
|    | Andorre                         | 468            | 78 115          |